# Rubus cavatifolius
Rubus cavatifolius är en rosväxtart som beskrevs av P.J.Müll. och Charles Cardale Babington. Rubus cavatifolius ingår i släktet rubusar, och familjen rosväxter. Inga underarter finns listade i Catalogue of Life.